# Bystřec
Bystřec (en allemand : Walterdorf) est une commune du district d'Ústí nad Orlicí, dans la région de Pardubice, en République tchèque. Sa population s'élevait à 1 134 habitants en 2024.

## Géographie
Bystřec se trouve à 3 km au sud-est de Jablonné nad Orlicí, à 17 km à l'est-nord-est d'Ústí nad Orlicí, à 61 km au sud-est de Hradec Králové et à 157 km à l'est de Prague.
La commune est limitée par Jablonné nad Orlicí et Orličky au nord, par Čenkovice à l'est, par Výprachtice au sud-est, par Horní Čermná et Dolní Čermná au sud et par Verměřovice et Mistrovice à l'ouest.

## Histoire
La première mention écrite de la localité date de 1227.

## Galerie

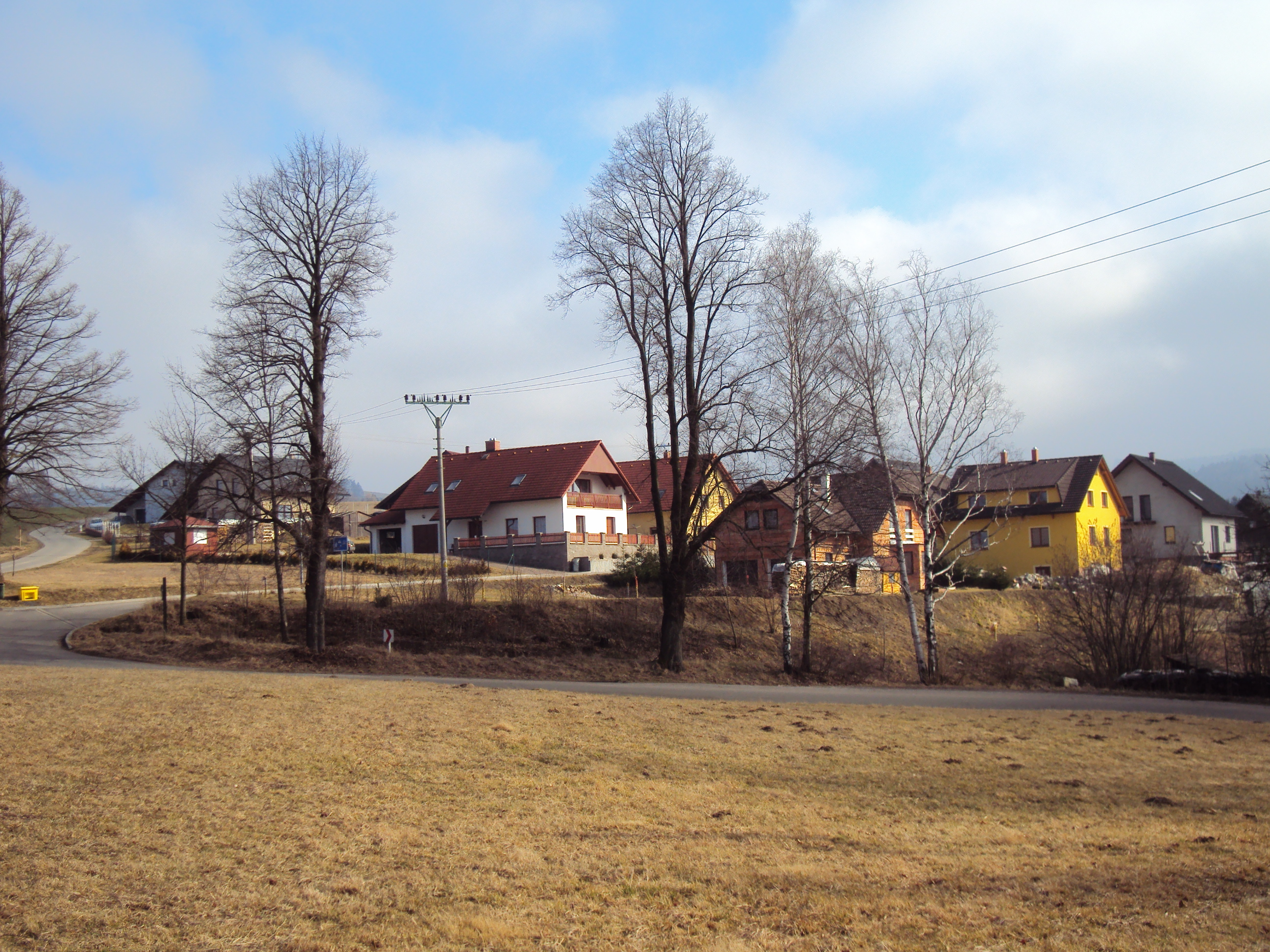
Maisons à Bystřec.
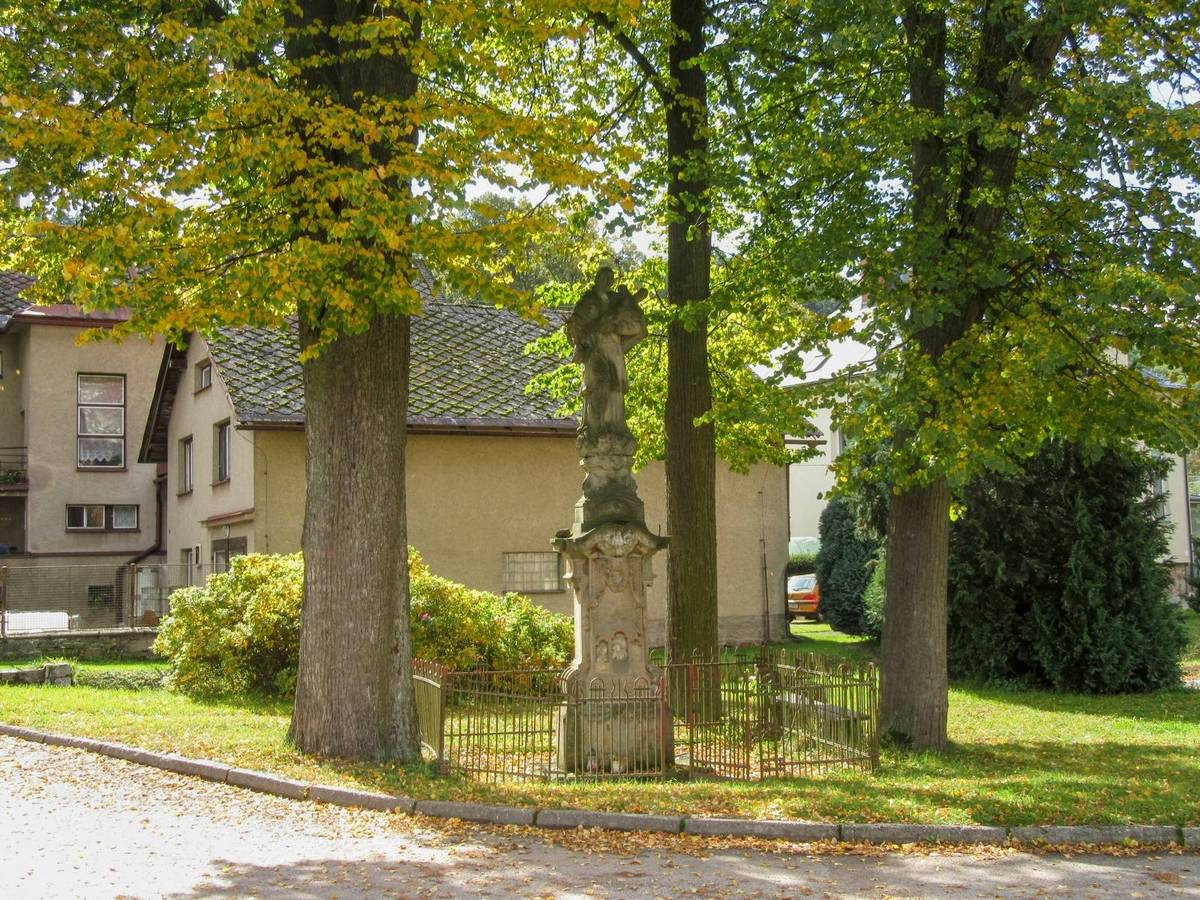
Statue de Saint-Jean Népomucène.

## Transports
Par la route, Bystřec trouve à 3 km de Jablonné nad Orlicí, à 24 km de Ústí nad Orlicí, à 83 km de Pardubice et à 189 km de Prague. 